# All Hope Is Gone
All Hope Is Gone je v pořadí čtvrté studiové album americké alternative metalové skupiny Slipknot. Bylo vydáno 20. srpna 2008 vydavatelstvím Roadrunner Records. V roce 2012 album překonalo více než 1 milion prodaných kopií v USA a také se stalo platinovým.
V Anglii, Australii, Německu, a na Novém Zélandu se album stalo zlatým. K roku 2014 bylo v USA prodáno přes 1 106 000 kopií. Album bylo zařazeno do knihy 1001 Albums You Must Hear Before You Die!

## Obsazení
- Corey Taylor – zpěv
- Mick Thomson – kytara
- Shawn Crahan – perkuse a vokály
- Craig Jones – samply
- James Root – kytara
- Chris Fehn – perkuse a vokály
- Paul Gray – baskytara
- Joey Jordison – bicí
- Sid Wilson – DJ

## Seznam skladeb
1. ".execute." – 1:48
2. "Gematria (The Killing Name)" – 6:01
3. "Sulfur" – 4:37
4. "Psychosocial" – 4:42
5. "Dead Memories" – 4:28
6. "Vendetta" – 5:15
7. "Butcher's Hook" – 4:14
8. "Gehenna" – 6:53
9. "This Cold Black" – 4:40
10. "Wherein Lies Continue" – 5:36
11. "Snuff" – 4:36
12. "All Hope Is Gone" – 4:45

Bonusové skladby speciální edice
1. "Child of Burning Time" – 5:09
2. "Vermilion Pt. 2" (Bloodstone mix) – 3:39
3. "'Til We Die" – 5:46

## Žebříčky
| Žebříček (2008)            | Nejlepší pozice |
| -------------------------- | --------------- |
| Australský žebříček alb    | 1               |
| Rakouský žebříček alb      | 1               |
| Belgický žebříček alb      | 2               |
| Kanadský žebříček alb      | 1               |
| Nizozemský žebříček alb    | 6               |
| European Top 100 Albums    | 1               |
| Finský žebříček alb        | 1               |
| Francouzský žebříček alb   | 3               |
| Německý žebříček alb       | 2               |
| Irský žebříček alb         | 3               |
| Italský žebříček alb       | 3               |
| Japonský žebříček alb      | 2               |
| Mexický žebříček alb       | 8               |
| Novozélandský žebříček alb | 1               |
| Norský žebříček alb        | 2               |
| Portugalský žebříček alb   | 7               |
| Španělský žebříček alb     | 8               |
| Švédkský žebříček alb      | 1               |
| Švýcarský žebříček alb     | 1               |
| Britský žebříček alb       | 2               |
| US Billboard 200           | 1               |